# Clarisia
Clarisia é um género botânico pertencente à família Moraceae.
O género foi descrito por Hipólito Ruiz López e José Antonio Pavón e publicado em Florae Peruvianae, et Chilensis Prodromus 128. 1794. A espécie-tipo é Clarisia racemosa Ruiz & Pav.
Segundo o sistema de classificação filogenética Angiosperm Phylogeny Website é sinónimo de Acanthinophyllum Allemao.

## Espécies
O género tem 13 espécies descritas das quais 3 são aceites:
- Clarisia biflora Ruiz & Pav.
- Clarisia ilicifolia (Spreng.) Lanj. & Rossbach
- Clarisia racemosa Ruiz & Pav.

## Sinónimos
O género tem os seguintes sinónimos:
- Aliteria Benoist
- Sahagunia Liebm.
- Soaresia Allemão